# Sýr
Sýr je mléčný výrobek, který obsahuje mléčnou bílkovinu, tuky a ostatní složky mléka.

## Historie
Nejstarší výroba sýra je datována kolem roku 8000 př. n. l., když byly poprvé domestikovány ovce. Kůže a nafouknuté vnitřní orgány zvířat byly od nejstarších dob používány pro skladování potravin, a proto je pravděpodobné, že byl vznik tvarohu a syrovátky omylem objeven při uložení mléka do žaludku zvířete díky obsaženému syřidlu. Existuje několik variant legendy o arabském obchodníkovi, který takto ukládal mléko. Nejstarší archeologicky doložená výroba sýra je datována do roku 5500 př. n. l. (Kujawy, Polsko), kde byl nalezen cedník s povlakem s molekulami tuku z mléka. Nové archeologické nálezy egyptského sýra byly učiněny ve staroegyptských pohřebních komorách a jsou datovány do doby okolo roku 2000 př. n. l.
Staročeské „kozí syrečky“ bývaly výnosným exportním zbožím a byly požadovány i pro svatbu krále Vladislava v roce 1502.[zdroj?] Olomoucké tvarůžky zůstávají s oštěpky a brynzou stálou specialitou.

## Výroba
Sýr se vyrábí srážením mléka syřidlem nebo kyselinou mléčnou. V některých případech může být ke sražení mléka použita i kyselina, jako vinný ocet nebo citrónová šťáva. Používá se mléko kravské, ovčí, kozí i mléko jiných savců (buvolí nebo třeba i velbloudí). Dále je do mléka přidáván chlorid vápenatý, který zvyšuje výtěžnost mléka a zlepšuje jeho syřitelnost (srážlivost je závislá na dostatku vápníku).
Při pasterizaci mléka jsou z něj kvůli zvýšení trvanlivosti odstraněny mikrobiální kultury a zahřátím je též snížen obsah vápníku, oboje je však nezbytné pro proces vytváření sýra. Proto je nutné vápník i kultury do pasterovaného mléka zpětně přidat. Mléčné kultury lze doplnit přidáním zakysané smetany, vápník pomocí chloridu vápenatého.
Různé druhy a příchuti sýrů jsou výsledkem použití mléka různých savců nebo různým procentem tuku v sušině, použití určitých druhů bakterií a plísní nebo různou délkou zrání a jinými postupy při zpracovávání. Další faktory zahrnují skladbu potravy zvířat a také přidávání chuťových přísad jako jsou bylinky nebo koření. Chuť může být ovlivněna také pasterizací mléka.

## Konzumace
Sýry obsahují velké množství živin, hlavně bílkovin, z kterých tvoří cca 80 % kasein. Lépe stravitelný je měkčí sýr (např. čerstvý sýr), nejhůře pak plísňové a zrající sýry. Sýr se požívá syrový, vařený, pečený, uzený i smažený, samotný nebo s různými přílohami. Může být ale i součástí různých omáček nebo zálivek.
Sýry nejsou prakticky vůbec konzumovány ve východoasijských kuchyních (např. v čínské), ať již kvůli tradičním kulturním důvodům nebo kvůli časté intoleranci laktózy.

## Dělení sýrů
Na celém světě se vyrábí stovky typů sýra. Existuje více různých systémů dělení sýrů.

### Dle způsobu srážení
- tvarohové (kyselé) sýry – Do upraveného mléka se přidá zákys, malé množství syřidla (není nutné), dochází ke srážení působením kyseliny mléčné. Sraženina po několika hodinách tuhne. Sraženina se vypouští do tvarožníků – klasická výroba, nebo se odstřeďuje na tvarohářských odstředivkách. Potom se tvaroh vychladí a dále zpracovává. Syrovátka která vzniká pří výrobě tvarohů se většinou používá pro krmné účely.
- sýřené (sladké – přírodní) sýry – Do upraveného mléka ohřátého na cca 31 °C se přidá smetanový zákys, pomocné kultury, syřidlo a chlorid vápenatý. Mléko se začne srážet a tvoří se syřenina (cca 30–60 min). Ta se postupně krájí, vytužuje, přidává se prací voda, dosouší a potom se vypouští do lisovacích van. Lisuje se cca 1–2 hodiny, u některých sýrů až 20 hodin. Vylisovaný sýr se solí 2–3 dny v solné lázni. Po vysolení se zabalí do zracího obalu a nechá se zrát ve zracích sklepech. Délka a teplota zrání je různá podle druhu sýra.

### Dle tvrdosti
- čerstvé sýry – nemají kůrku, nedávají se zrát; mají konzistenci podobnou tvarohu
  - Lučina, žervé, ricotta, cottage, mascarpone
- měkké sýry – zrají krátce, obsahují menší množství vody a tuku
  - smetanový sýr, brynza
- plísňové sýry s bílou plísní na povrchu – obsah tuku 40–60 %
  - Brie, Hermelín, Camembert, Roquefort
- polotvrdé sýry – zrají déle, dobře se krájí, obsahují méně vody
  - čedar, Gouda, Eidam, Ementál, Raclette, Cantal
- tvrdé sýry – zrají dlouho, nízký obsah vody, obsah tuku až 50 %, dobře se strouhají
  - parmezán, pecorino, sbrins

### Dle způsobu zpracování
- čerstvé, měkké, polotvrdé, tvrdé sýry – Vyrábí se přímo z mléka různých druhů
- tavené sýry – Vyrábí se dalším zpracováním jednoho nebo více druhů sýrů (tvrdých i měkkých) pomocí tavicích solí (fosfátů a citrátů). Suroviny se rozemelou, přidá se tavicí sůl a směs se taví ve speciální tavičce. Jsou trvanlivé, mohou být různě dochucované (šunka, různé druhy zeleniny).

### Dle obsahu tuku v sušině
- vysokotučné – nad 60 %
- smetanové – 50–60 %
- plnotučné – 45–50 %
- tučné – 40–45 %
- tříčtvrtětučné – 30–40 %
- polotučné – 20–30 %
- nízkotučné – do 10 %

## Některé druhy sýra

### České sýry
- Balkánský sýr – napodobenina řeckého sýru feta
- Blaťácké zlato – obdoba italského typu sýra Bel Paese
- Jadel – český pletený pařený ovčí sýr
- Niva – napodobenina francouzského sýra Roquefort
- Olomoucké tvarůžky – moravský zrající sýr

### Francouzské sýry
- Abondance – sýr s kůrkou, která se musí před konzumací odstranit
- Beaufort – sýr z francouzských Alp
- Bleu d'Auvergne – sýr s modrou plísní
- Bresse Bleu – sýr s bílou i modrou plísní
- Brie – (Brie de Meaux a Brie de Melun), plísňový sýr s krémovou konzistencí
- Buchette – kozí sýr
- Camembert – měkký sýr krémovité konzistence
- Cantal – sýr z jižní Francie
- Chavroux – čerstvý kozí sýr
- Comté – francouzský horský sýr
- Epoisses – sýr z Burgundska
- Gaperon – sýr z oblasti Auvergne
- Mimolette – (Boule de Lille), polotvrdý sýr ze severní Francie
- Reblochon – aromatický sýr ze Savojska
- Roquefort – polotvrdý plísňový sýr
- Saint Albray – měkký sýr z regionu Akvitánie

### Italské sýry
- Gorgonzola – tučný italský sýr ostřejší chuti, prorostlý vnitřní modrou plísní
- Grana Padano – italský tvrdý sýr vyrobený z kravského mléka
- Mascarpone – krémový čerstvý sýr, pochází z Lombardie
- Mozzarella – měkký sýr z italské Kampánie
- Parmezán – (Parmigiano-Reggiano), italský sýr
- Pecorino – tvrdý italský sýr
- Ricotta – italský sýr vyráběný ze syrovátky

### Nizozemské sýry
- Eidam – původem z nizozemského města Edam
- Gouda – tvrdý sýr nizozemského původu
- Maasdam - napodobenina ementálu

### Slovenské sýry
- Oštiepok – slovenský výrobek z ovčího sýra
- Parenica – slovenský poloměkký, nezrající, pařený ovčí sýr
- Korbáčik - slovenský výrobek z ovčího sýra

### Švýcarské sýry
- Appenzeller – švýcarský horský sýr
- Ementál – švýcarský sýr z údolí řeky Emme
- Gruyère – tradiční švýcarský sýr
- Schweizer Tilsiter – švýcarská chráněná značka, varianta tylžského sýra
- Tête de Moine – švýcarský sýr

### Jiné nebo neurčité země původu
- Brynza – původem z karpatských zemí
- Cottage – tvarohový sýr mírné příchuti
- Feta – řecký slaný sýr
- Halloumi – polotvrdý sýr vyráběný převážně na Kypru
- Cheddar – polotvrdý sýr pocházející původně z vesnice Cheddar v Somersetu v Anglii
- Romadur – měkký zrající sýr, původem z Belgie
- Sulguni – gruzínský rychle zrající sýr, nakládaný do slaného láku
- Tenili – gruzínský sýr z kravského mléka, charakteristický jemnou niťovitou strukturou
- Tylžský sýr – polotvrdý sýr, pocházející z východopruského města Tilsit

## Náhražky sýrů
Na trhu existují i imitace sýrů (tzv. „alternativní sýry“), které se vyrábějí nejčastěji z kaseinů, z rostlinného tuku, soli a vody. Mléčná bílkovina bývá nahrazena bílkovinou rostlinnou nebo škroby, což zlevňuje výrobek. Tyto náhražky mají odlišnou chuť i vůni, možnosti jejich zpracování jsou omezené.[zdroj?]